# Pansarnäbbmus
Pansarnäbbmus (Scutisorex somereni) är en art i familjen näbbmöss och var till juli 2013 den enda kända arten i släktet Scutisorex. Då publicerades upptäckten av ytterligare en art (Scutisorex thori).
Ursprungsbefolkningen i artens utbredningsområde tror att personer som äter en bit av djuret eller som bär ett kadaver med sig kan få något av pansarnäbbmusens härdighet.

## Utseende
Pansarnäbbmusen är cirka 30 till 90 gram tung och lever i Östafrika. Den når en kroppslängd (huvud och bål) av 12 till 15 cm och en svanslängd av 7 till 9,5 cm. Den långa mjuka pälsen har en grå färg, ibland med ljusbrun skugga. På svansen är håren däremot korta.
Den har en ryggrad som är uppbyggd på ett mycket speciellt sätt som gör den enormt härdig. En man på omkring 80 kg kan stå på näbbmusen utan att den tar skada (men det betyder inte att den inte protesterar).
Artens tandformel är I 3/1 C 1/1 P 2/1 M 3/3, alltså 30 tänder. I överkäken på varje sida har de två yttersta framtänderna, hörntanden och den inre premolaren samma utseende med en enkel spets. Honor har fyra spenar.

## Utbredning
Artens utbredningsområde sträcker sig från norra Kongo-Kinshasa till Uganda och Ruanda. I bergstrakter når djuret 2200 meter över havet. Habitatet utgörs av fuktiga skogar eller mera torra skogar. I senare fall bara nära vattendrag.

## Ekologi
Individerna kan vara aktiva under alla dagtider. De äter små ryggradslösa djur och några växtdelar. Honor föder upp till tre ungar per kull. Arten gräver med nosen i lövskiktet när den letar efter föda. Den kan även flytta mindre stenar och barkskivor.
Pansarnäbbmusen markerar reviret och kanske även artfränder med körtelvätska. Det gula sekretet har en sträng lukt som kan uppfattas av människor från 5 meter avstånd.